# Al-Qantarah al-Sharqiyya
Al-Qantarah al-Sharqiyya (30.85° N 32.31° E) és una ciutat del nord d'Egipte a la banda oriental del canal de Suez a la governació de Sinaí del Nord o Shamal Sina', a uns 50 km al sud de Port Said. El seu nom apareix en moltes formes entre les quals Mahattat al Qantarah ash Sharqiyah, El Qantara, El Qantara East, El-Qantara East Station, El-Qantara El-Sharqiya Station, Mahattat al Qantarah al Sharqiyah, Qantarah esh Sharqiya, Al Qantarah Ash Sharqiyah, El Kantara, Kantara, o Al Qantarah. El pont que li dona nom (construït entre 1992 i 1999) es diu ara Pont de la Pau de Mubarak i creua el canal, però un antic pont (al-Kantara al-Djisr) ja existia a l'edat mitjana, prop d'al-Akula (el nom de la vila aleshores i antiga estació de caravanes). Al segle xix hi havia un pont sobre el canal que unia el llac de Menzaleh (al nord) i el llac Balah (al sud). La nova ciutat es va desenvolupar a partir de la construcció del canal de Suez, i la nova vila es va situar a uns 4 km a l'est de l'emplaçament original, avui en ruïnes (Tell Abu Sefe o Tell Ahmar), que correspon a l'antiga ciutat egípcia de Zaru (Sile) capital del nomós XIV del Baix Egipte, i conserva un temple de Ramsès II i ruïnes del temps dels ptolemeus. La seva població s'estima en 25.000 habitants.
A Sile hi havia una guarnició romana el 288 segons una inscripció trobada en aquest lloc. Era el punt de sortida de les caravanes cap a Síria, cosa que va seguir sent tota l'edat mitjana. A partir del segle iv fou seu d'un bisbe. A l'edat mitjana els àrabs l'anomenaven al-Akula (el curs) i més tard al-Kusayr durant el període mameluc, retornant després a l'anterior nom.
A la I Guerra Mundial fou teatre de diverses batalles entre britànics i otomans pel control del canal entre novembre de 1914 i març de 1916. Fou la principal base de la cavalleria lleugera australiana per operacions al Sinaí del 1916 a la retirada final el 1920. Un ferrocarril cap a Palestina i Síria es va començar a construir el 1916. Fora de la ciutat hi ha el cementiri i monument conegut com a Commonwealth War Graves Commission, construït a partir del febrer de 1916 i utilitzat fins al 1920. Després de la guerra s'hi van portar les restes d'altres cementiris dels caiguts en les batalles del desert especialment de Rafa, al-Arish, Qatia i Rumani; el cementiri inclou 1.562 soldats de la Commonwealth de la I Guerra Mundial i 110 de la II Guerra Mundial, a més de 341 soldats d'altres nacionalitats. El monument inclou tanmateix el nom de 16 soldats neozelandesos que van morir en combat a Rafa i Rumani i dels que no es coneix el lloc on van ser enterrats. El 1961 el nom dels 283 soldats indis morts a la I Guerra Mundial enterrats a l'antic cementiri indi de Kantara (avui inaccessible) foren incloses en un mural.
Fou ocupada per Israel el 1967 a la Guerra dels Sis Dies i Egipte la va reconquerir el 1973 a la guerra del Yom Kippur; Israel va acceptar la possessió egípcia el 1974.